# Алехандро Фаурлін
Алехандро Фаурлін (ісп. Alejandro Faurlín, нар. 9 серпня 1986, Росаріо) — аргентинський футболіст, півзахисник іспанського клубу «Марбелья».

## Клубна кар'єра
У дорослому футболі дебютував 2004 року виступами за команду «Росаріо Сентраль». Згодом грав за «Рівер Плейт», «Атлетіко Рафаела» та «Інституто», а також пробував себе в Європі, граючи за «Марітіму Б».
2009 року все ж перебрався до Європи, ставши гравцем англійського друголігового клубу «Квінз Парк Рейнджерс», с яким за два роки пробився до Прем'єр-ліги. Першу половину 2013 року провів в оренді в італійському «Палермо». Після повернення з оренди отримував в англійській команді обмежений ігровий час і 2016 року перейшов до іспанського «Хетафе».
Згодом грав у Мексиці за «Крус Асуль» та за іспанську «Мальорку». На початку 2019 року на умовах оренди з останнього клубу приєднався до клубу «Марбелья» з третього іспанського дивізіону, який за півроку уклав з аргентинцем повноцінний контракт.

## Виступи за збірну
2003 року провів шість ігор у складі юнацької збірної Аргентини (U-17), відзначившись одним забитим голом.

## Статистика виступів

### Статистика клубних виступів в Європі
Станом на 7 листопада 2015
| Сезон             | Команда           | Чемпіонат         | Чемпіонат | Чемпіонат | Національний кубок | Національний кубок | Національний кубок | Континентальні кубки | Континентальні кубки | Континентальні кубки | Інші змагання | Інші змагання | Інші змагання | Усього | Усього |
| Сезон             | Команда           | Ліга              | Ігор      | Голів     | Ліга               | Ігор               | Голів              | Ліга                 | Ігор                 | Голів                | Ліга          | Ігор          | Голів         | Ігор   | Голів  |
| ----------------- | ----------------- | ----------------- | --------- | --------- | ------------------ | ------------------ | ------------------ | -------------------- | -------------------- | -------------------- | ------------- | ------------- | ------------- | ------ | ------ |
| 2009–10           | «КПР»             | ЧФЛ               | 41        | 1         | КА+КЛ              | 2+1                | 0                  | -                    | -                    | -                    | -             | -             | -             | 44     | 1      |
| 2010–11           | «КПР»             | ЧФЛ               | 40        | 3         | КА+КЛ              | 1+0                | 0                  | -                    | -                    | -                    | -             | -             | -             | 41     | 3      |
| 2011–12           | «КПР»             | ПЛ                | 20        | 1         | КА+КЛ              | 1+0                | 0                  | -                    | -                    | -                    | -             | -             | -             | 21     | 1      |
| 2012-січ. 2013    | «КПР»             | ПЛ                | 11        | 0         | КА+КЛ              | 2+2                | 0                  | -                    | -                    | -                    | -             | -             | -             | 15     | 0      |
| січ.-черв. 2013   | «Палермо»         | A                 | 6         | 0         | КІ                 | -                  | -                  | -                    | -                    | -                    | -             | -             | -             | 6      | 0      |
| 2013–14           | «КПР»             | ЧФЛ               | 7         | 0         | КА+КЛ              | 0+2                | 0                  | -                    | -                    | -                    | -             | -             | -             | 9      | 0      |
| 2014–15           | «КПР»             | ПЛ                | 2         | 0         | КА+КЛ              | 0+1                | 0                  | -                    | -                    | -                    | -             | -             | -             | 3      | 0      |
| 2015–16           | «КПР»             | ЧФЛ               | 9         | 1         | КА+КЛ              | 0                  | 0                  | -                    | -                    | -                    | -             | -             | -             | 9      | 1      |
| Усього за «КПР»   | Усього за «КПР»   | Усього за «КПР»   | 130       | 5         |                    | 12                 | 0                  |                      | -                    | -                    |               | -             | -             | 142    | 5      |
| Усього за кар'єру | Усього за кар'єру | Усього за кар'єру | 136       | 5         |                    | 12                 | 0                  |                      | -                    | -                    |               | -             | -             | 148    | 5      |

## Титули і досягнення
- Чемпіон Південної Америки (U-17): 2003